# Edward Bernds
Edward Bernds est un réalisateur et scénariste américain, né le 12 juillet 1905 à Chicago, Illinois (États-Unis), mort le 20 mai 2000 à Van Nuys (Californie).

## Filmographie

### comme réalisateur
- 1945 : Micro-Phonies (en)
- 1946 : When the Wife's Away
- 1946 : A Bird in the Head (en)
- 1946 : Mr. Noisy
- 1946 : Get Along Little Zombie
- 1946 : The Three Troubledoers (en)
- 1946 : Monkey Businessmen (en)
- 1946 : Pardon My Terror (en)
- 1946 : Society Mugs (en)
- 1946 : Honeymoon Blues
- 1946 : Slappily Married (en)
- 1946 : Three Little Pirates (en)
- 1946 : Andy Plays Hookey
- 1947 : Meet Mr. Mischief
- 1947 : Hot Heir
- 1947 : Scooper Dooper
- 1947 : Fright Night
- 1947 : Bride and Gloom
- 1947 : Out West (en)
- 1947 : Brideless Groom (en)
- 1947 : Hectic Honeymoon
- 1947 : Wedding Belle
- 1947 : Wife to Spare
- 1947 : Wedlock Deadlock (en)
- 1947 : Radio Romeo
- 1948 : Two Nuts in a Rut
- 1948 : Pardon My Clutch (en)
- 1948 : Squareheads of the Round Table (en)
- 1948 : Eight-Ball Andy
- 1948 : The Sheepish Wolf
- 1948 : Flat Feat
- 1948 : The Hot Scots (en)
- 1948 : Billie Gets Her Man
- 1948 : Mummy's Dummies (en)
- 1948 : Crime on Their Hands (en)
- 1948 : Blondie's Secret
- 1949 : He's in Again
- 1949 : Radio Riot
- 1949 : Who Done It?
- 1949 : Blondie's Big Deal
- 1949 : Microspook
- 1949 : Fuelin' Around (en)
- 1949 : Waiting in the Lurch
- 1949 : Blondie Hits the Jackpot
- 1949 : Vagabond Loafers (en)
- 1949 : Feudin' Rhythm
- 1949 : Let Down Your Aerial
- 1950 : Punchy Cowpunchers (en)
- 1950 : His Baiting Beauty
- 1950 : Dopey Dicks (en)
- 1950 : Blondie's Hero
- 1950 : Beware of Blondie
- 1950 : Two Roaming Champs
- 1950 : Studio Stoops (en)
- 1950 : A Snitch in Time (en)
- 1951 : Gasoline Alley (en)
- 1951 : Three Arabian Nuts (en)
- 1951 : Merry Mavericks (en)
- 1951 : Prospecteurs d'occasion (en) (Gold Raiders)
- 1951 : Corky of Gasoline Alley
- 1951 : The Tooth Will Out (en)
- 1951 : The Champ Steps Out
- 1952 : Grève au harem (Harem Girl)
- 1952 : Listen, Judge (en)
- 1952 : Heebie Gee-Gees
- 1952 : Gents in a Jam (en)
- 1953 : White Lightning
- 1953 : Loose in London (en)
- 1953 : Les As de la R.A.F. (en) (Clipped Wings)
- 1953 : Hot News
- 1953 : Private Eyes (en)
- 1954 : The Bowery Boys Meet the Monsters (en)
- 1954 : Jungle Gents (en)
- 1955 : Bowery to Bagdad (en)
- 1955 : Spy Chasers (en)
- 1956 : Chasseurs d'uranium (en) (Dig That Uranium)
- 1956 : Année 2508 (World Without End)
- 1956 : Navy Wife
- 1956 : Calling Homicide
- 1957 : Le Cavalier Tempête (The Storm Rider)
- 1957 : Filles délinquantes (en) (Reform School Girl)
- 1957 : Colt .45 (en) (série TV)
- 1957 : Les Fugitifs de l'Arizona (Escape from Red Rock)
- 1958 : Les Pillards du Kansas (Quantrill's Raiders)
- 1958 : Space Master X-7 (en)
- 1958 : High School Hellcats (en)
- 1958 : Queen of Outer Space
- 1958 : Joy Ride
- 1959 : Alaska Passage (en)
- 1959 : Le Retour de la mouche (Return of the Fly)
- 1961 : Hector Servadac (en) (Valley of the Dragons)
- 1962 : Les Trois Stooges contre Hercule (The Three Stooges Meet Hercules)
- 1962 : Les Trois Stooges sur orbite (The Three Stooges in Orbit)

### comme scénariste
- 1945 : Where the Pest Begins
- 1945 : Micro-Phonies (en)
- 1946 : A Bird in the Head (en)
- 1946 : Mr. Noisy
- 1946 : Monkey Businessmen (en)
- 1946 : Pardon My Terror (en)
- 1946 : Blondie Knows Best
- 1947 : Meet Mr. Mischief
- 1947 : Bride and Gloom
- 1947 : Radio Romeo
- 1948 : Squareheads of the Round Table (en)
- 1948 : The Sheepish Wolf
- 1948 : Blondie's Reward
- 1949 : Who Done It?
- 1949 : Microspook
- 1950 : Punchy Cowpunchers (en)
- 1950 : Dopey Dicks (en)
- 1951 : Gasoline Alley (en)
- 1951 : Merry Mavericks (en)
- 1951 : Corky of Gasoline Alley
- 1951 : The Tooth Will Out (en)
- 1951 : Hula-La-La (en)
- 1952 : Grève au harem (Harem Girl)
- 1952 : Gents in a Jam (en)
- 1953 : Loose in London (en)
- 1953 : Private Eyes (en)
- 1954 : Paris Playboys (en)
- 1954 : The Bowery Boys Meet the Monsters (en)
- 1954 : Knutzy Knights (en)
- 1954 : Jungle Gents (en)
- 1955 : Bowery to Bagdad (en)
- 1955 : The Killer Lust
- 1955 : Jail Busters (en)
- 1956 : Année 2508 (World Without End)
- 1956 : Calling Homicide
- 1957 : Le Cavalier Tempête (The Storm Rider)
- 1957 : Filles délinquantes (en) (Reform School Girl)
- 1957 : Les Fugitifs de l'Arizona (Escape from Red Rock)
- 1959 : Alaska Passage (en)
- 1959 : Le Retour de la mouche (Return of the Fly)
- 1961 : Valley of the Dragons
- 1963 : Duel au Colorado (Gunfight at Comanche Creek)
- 1965 : Chatouille-moi (Tickle Me)
- 1994 : Reform School Girl (téléfilm) (histoire)